# І ці губи і очі зелені...
«І ці губи і очі зелені…» — радянський короткометражний фільм 1967 року, курсова робота студента-режисера Микити Михалкова. Знятий за мотивами однойменного оповідання американського письменника Джерома Девіда Селінджера, опублікованого в 1951 році і включеного до збірки «Дев'ять оповідань».

## Сюжет
Нещасний, немолодий, випивший віскі, американець Артур дзвонить серед ночі своєму приятелеві Лі і довго виливає йому душу, переживаючи щодо зникнення своєї дружини Джоанни, яку, як він каже, «цікавить бомонд, красиве життя за світовим стандартом». Ревнуючи її, він згадує, що п'ять років тому, коли він познайомився з нею, «вона була зовсім іншою» і на той час були «моменти, коли ми були… ну, мабуть… щасливі». Міркуючи, що крім неї у нього нікого немає, все ж озвучує рішення розлучитися з нею. Лі м'яко заспокоює його, кажучи, що Джоанна швидше за все поїхала зі знайомими і скоро прийде, переводячи розмову на ділові питання, в яких Артуру також не щастить. Джоанна в цей момент лежить в одному ліжку з Лі. Через кілька хвилин після першої розмови Артур дзвонить знову і каже Лі, що Джоанна дійсно знайшлася і, як Лі і говорив, вона просто поїхала зі знайомими розважитися в місто. Слова Артура роблять шокуюче враження на Лі, який нічого не відповідає Артуру і сидить, схопившись за голову, як ніби відчувши різкий головний біль.

## У ролях
- Лев Дуров — Артур
- Олександр Пороховщиков — Лі
- Маргарита Терехова — Джоанна

## Знімальна група
- Режисер-постановник: Микита Михалков
- Оператор-постановник: Володимир Бондарєв
- Художник-постановник: Михайло Анікст
- Звукооператор: Ян Потоцький